# Collected (Black 'N Blue)
Collected è un album raccolta (box set) dei Black 'N Blue, uscito il 11 ottobre 2005 per l'Etichetta discografica Majestic Rock Records. Contiene i primi 4 album della band senza aggiunta di inediti e un dvd dal vivo registrato in Giappone nel 1984

## Tracce

### CD 1: Black 'N Blue
1. The Strong Will Rock (St. James, Thayer) 4:06
2. School of Hard Knocks (St. James, Thayer) 3:58
3. Autoblast (St. James, Thayer, Warner) 3:53
4. Hold on to 18 (St. James, Thayer) 4:12
5. Wicked Bitch (St. James, Thayer) 4:17
6. Action (Connolly, Priest, Scott, Tucker) 3:36 (Sweet Cover)
7. Show Me the Night 4:01
8. One for the Money (St. James, Thayer) 4:19
9. I'm the King (Holmes, St. James, Thayer) 3:42
10. Chains Around Heaven (St. James, Thayer) 4:00

### CD 2: Without Love
1. Rockin' on Heaven's Door (St. James, Thayer) 3:30
2. Without Love (Saint James, Vallance) 3:38
3. Stop the Lightning (St. James, Thayer) 4:08
4. Nature of the Beach (St. James, Thayer) 3:50
5. Miss Mystery (St. James, Thayer, Vallance) 4:00
6. Swing Time (St. James, Warner) 3:21
7. Bombastic Plastic (St. James) 3:38
8. We Got the Fire (St. James, Thayer, Warner) 3:11
9. Strange Things (St. James, Thayer, Warner) 3:24
10. Two Wrongs (Don't Make It Love) (St. James, Thayer) 3:51

### CD 3: Nasty Nasty
1. Nasty Nasty (Saint James, Simmons, Thayer) 4:29
2. I Want It All (I Want It Now) (Saint James, Simmons, Thayer) 4:25
3. Does She or Doesn't She (Pond, Simmons, Thayer) 	4:18
4. Kiss of Death (Holmes, Saint James, Thayer, Warner, Young) 5:04
5. 12 O'Clock High (Holmes, Saint James, Thayer, Warner, Young) 3:41
6. Do What You Wanna Do (Holmes, Saint James, Thayer, Warner, Young) 4:14
7. I'll Be There for You (Cain) 3:47
8. Rules (Saint James, Warner) 3:40
9. Best in the West (Holmes, Saint James, Thayer, Warner, Young) 4:47

### CD 4: In Heat
1. Rock On (Simmons, St. James, Thayer) 3:45
2. Sight for Sore Eyes (Regan, Simmons, St. James, Thayer) 3:31
3. Heat It Up! Burn It Out! (St. James, Thayer, Warner) 4:21
4. Suspicious (Regan, St. James, Thayer) 3:42
5. The Snake (St. James, Thayer) 4:41
6. Live It Up (Simmons, St. James, Warner) 3:37
7. Gimme Your Love (Mitchell, St. James, Thayer) 3:45
8. Get Wise to the Rise (St. James, Thayer) 4:36
9. Great Guns of Fire (St. James, Thayer) 4:37
10. Stranger (Simmons, St. James) 4:33

## Bonus DVD: Live Tokyo November 1984
1. Chains Around Heaven
2. One For The Money
3. Show Me The Night
4. Summer Heat
5. Run Run
6. Autoblast
7. Action
8. Strong Will Rock
9. Hold On To 18
10. Violent Kid
11. Rock N' Roll Animals
12. Wicked Bitch
13. School Of Hard Knocks
14. I'm The King
15. Lip Lock
16. Sign In Blood

## Formazione
- Jaime St. James - voce
- Tommy Thayer - chitarra, cori
- Jeff "Whoop" Warner - chitarra, cori
- Patrick Young - basso, cori
- Pete Holmes - batteria